# Princesse Nadia
Pour plus de détails, voir Fiche technique et Distribution.
Princesse Nadia (Tonight Is Ours) est un film américain en noir et blanc réalisé par Stuart Walker, sorti en 1933.
C'est un remake du film de 1927 : The Queen Was in the Parlour (film) (en), avec Lili Damita et Paul Richter. 
Claudette Colbert et Fredric March, les stars du film, avaient tourné ensemble deux mois plus tôt dans Le Signe de la croix.  

## Synopsis
À Paris, lors d'un bal masqué, un homme et une femme tous deux masqués, se croisent et se rendent rapidement au jardin où ils s'embrassent. Ils ôtent leur masque et chacun découvre qu'il croyait embrasser quelqu’un d’autre. Il s'avère que la jeune femme est la princesse du royaume fictif de Krayia, qui aspire à échapper aux restrictions de la vie royale. L'homme est Sabien Pastal, un riche roturier français. L'alchimie est là, et, emportés par un amour naissant, ils passent la nuit à se divertir, allant d'un endroit à l'autre : une soirée dansante, un bar, un club de jazz, et toujours vêtus de leur déguisement.
Au fil des mois, ils deviennent inséparables. Bientôt, un fonctionnaire du royaume de Krayia arrive pour annoncer la mort du mari de Nadia, tué par des dissidents. Nadia est désormais reine et doit rentrer en toute hâte dans son pays. Par destin royal, elle est fiancée à un prince étranger, Keri. Mais le destin va faire se revoir Sabien et Nadia.

## Fiche technique
- Titre original : Tonight Is Ours
- Titre français : Princesse Nadia
- Réalisation : Stuart Walker
- Scénario : Edwin Justus Mayer d'après la pièce The Queen Was In the Parlor de Noël Coward (1922)
- Musique : Karl Hajos et John Leipold (non crédités)
- Photographie : Karl Struss
- Costumes : Travis Banton
- Société de production et de distribution : Paramount Pictures
- Pays de production :  États-Unis
- Langue originale : anglais américain
- Format : noir et blanc — 35 mm — 1,37:1 — son : mono (Western Electric Noiseless Recording)
- Genre : drame romance
- Durée : 75 minutes
- Dates de sortie :
  - États-Unis : 21 janvier 1933
  - France : 4 août 1933

## Distribution
- Claudette Colbert : Princesse Nadya
- Fredric March : Sabien Pastal
- Alison Skipworth : Grande Duchesse Emilie
- Arthur Byron : Général Krish
- Paul Cavanagh : Prince Keri
- Ethel Griffies : Zana
- Clay Clement : Seminoff
- Warburton Gamble : Alex
- Edwin Maxwell : Leader